# 파리크라상

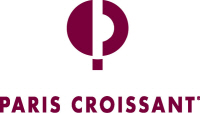
파리크라상의 CI.

(주)파리크라상(Paris Croissant Food Company)은 베이커리 브랜드 파리바게뜨를 운영하는 대한민국의 제과제빵기업으로 SPC그룹의 최상위 지주회사이다. 또한 (주)파리크라상은 대한민국에 유럽풍 베이커리 문화를 소개 및 발전시켰다.
또한 파리크라상은 (주)파리크라상의 본사 직영 베이커리 브랜드로, 1988년에 출범한 파리바게뜨는 2020년 기준 전국에 3400여 개의 점포를 운영하는 대한민국 대표 베이커리 프랜차이즈 브랜드이다. 그리고 지난 2004년 9월 중화인민공화국 상하이에 문을 연 파리바게뜨 해외 1호점(구베이·古北)을 시작으로 현재 미국, 프랑스, 베트남, 싱가포르 등 400 여 개 해외 매장을 운영하고 있다. 2019년에는 캄보디아 진출을 위한 조인트벤처를 설립했다.
(주)파리크라상은 파리크라상, 파리바게뜨 외에 파스쿠찌, 쉐이크쉑, 잠바주스, 피그인더가든, 리나스, 라그릴리아, 패션5 등의 브랜드를 운영하고 있다.

## 연혁

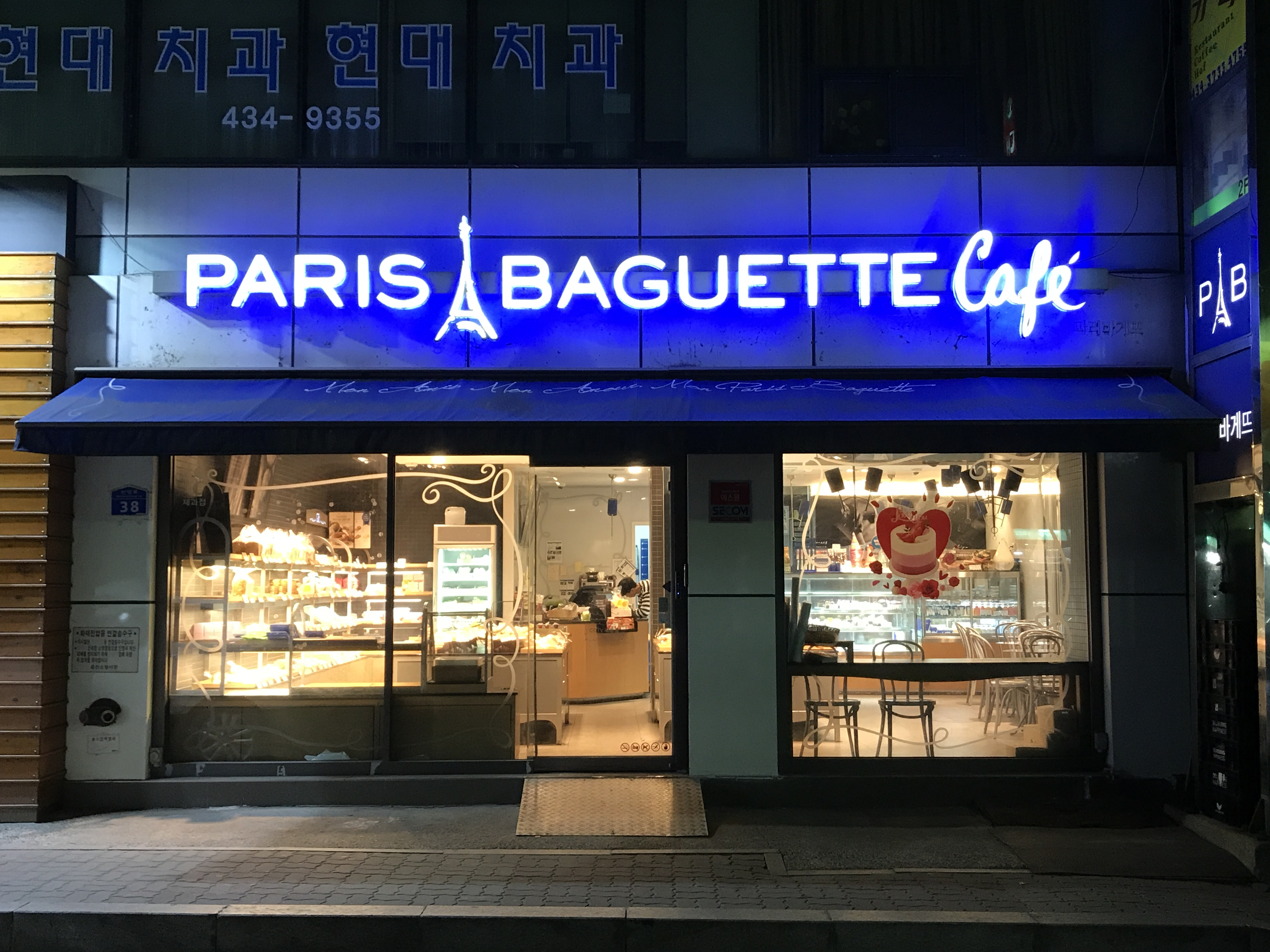
파리바게뜨 홍천점

- 1986 (주)파리크라상 설립 | 파리크라상 1호점 반포점 개점
- 1988 파리바게뜨 1호점 광화문점 개점
- 1997 파리바게뜨 베이커리 업계 1위 도약
- 2000 해피포인트카드[3]발매
- 2004 SPC 그룹 출범 | 상해 SPC 공장 준공 및 상해 파리바게뜨 1호점 개설 | SPL(주) 설립(평택공장 가동)
- 2005 파리바게뜨 USA설립(미국서부) 1호점 개점 | SPC 식품생명공학연구소 설립 | 식품안전센터 설립
- 2006 베이징 SPC 북경 파리바게뜨 1~2호점 오픈
- 2011 파리바게뜨 중국 가맹 1호 창더루점 오픈 | SPC 식품과학대학 설립
- 2012 파리바게뜨 글로벌 100호점 오픈 (베트남) | 파리바게뜨 싱가포르 진출
- 2014 파리바게뜨 프랑스 진출 | 프랑스 원맥 도입
- 2016 토종효모 발굴 및 상용화 | 쉐이크쉑 국내 도입
- 2019 중국 SPC톈진공장 준공 | 캄보디아 진출을 위한 조인트벤처 설립

## 점포 현황
(주)파리크라상은 파리크라상, 파리바게뜨 외에 파스쿠찌, 쉐이크쉑, 잠바주스, 피그인더가든, 리나스, 라그릴리아, 패션5 등의 브랜드를 운영하고 있다.
파리바게뜨는 2020년 6월 기준 전 세계에 3,800여 개 매장을 운영 중이다.

## 본점 및 지점 현황[4]
- 본점: 경기도 성남시 중원구 사기막골로31번길 18 (상대원동)[5]
- 서울지점: 서울특별시 서초구 남부순환로 2620 (양재동)
- 대구공장: 대구광역시 달서구 성서로 255 (갈산동)
- 반포서래점: 서울특별시 서초구 서래로5길 2 (반포동)[6]

## 같이 보기
- 파스쿠찌
- 잠바주스
- 던킨 도너츠
- 배스킨라빈스